# Графітоносна провінція Українського щита
Графітоносна провінція Українського щита — включає чотири графітоносні райони: 
- Бердичівський,
- Побузький,
- Криворізький та
- Приазовський[1]

Усього на території провінції виявлено близько 100 родовищ та проявів графіту. Всі вони відносяться до метаморфічного типу, приурочені до порід архею та нижнього протерозою. Глибина залягання графітових руд — від 10 до 80 м. Поклади графіту утворюють пластові и лінзоподібні тіла потужністю до 300 м. Довжина рудних тіл — від 5 до 1500 м, інколи 3,5- 5,0 км. Графіт лускуватий, з вмістом в рудах 2,5-20,0 %.
Державним балансом запасів корисних копалин враховується 6 родовищ графіту. Розробляється одне родовище — Заваллівське, ділянка Південно-Східна, решта — 5 родовищ, — не розробляються. На базі Заваллівського родовища діє однойменний графітовий комбінат. При проектній потужності комбінату 800 тис. т руди забезпеченість в цілому розвіданими запасами складає понад 100 років, а запасами Південно-Східної ділянки в межах проектних контурів розробки — 11 років. Також виробництвом графітової продукції в Україні з відходів графіту металургійного та електродного виробництва займається ПАТ «Маріупольський графітовий комбінат».
Окремі родовища:
- Заваллівське родовище графіту
- Петрівське графітове родовище (Петрове (смт))
- Буртинське графітове родовище (Буртин)
- Старокримське родовище графіту (Старий Крим, МарКоГраф)